# Hüttenstraße 17 (Lendersdorf)

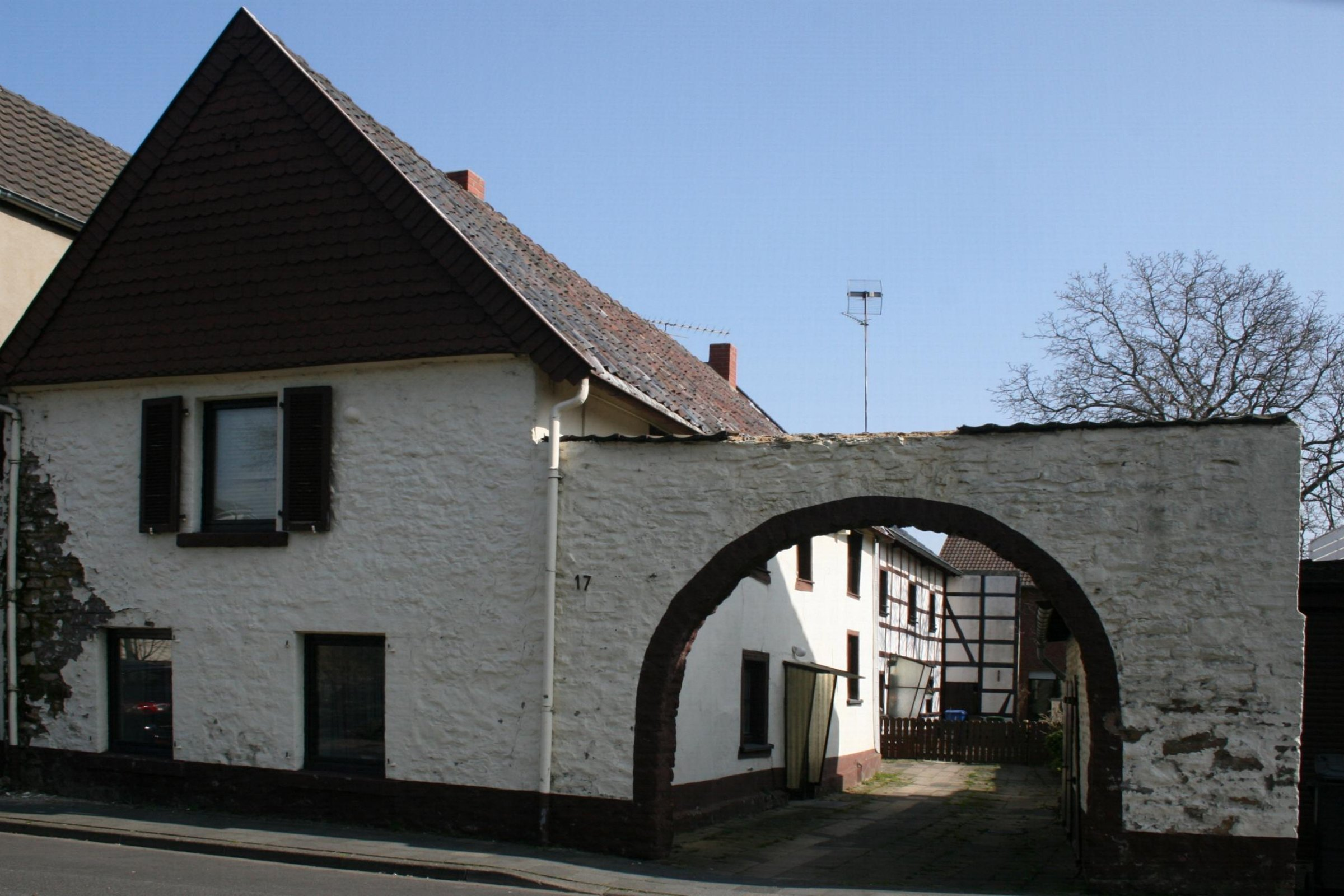
Das Wohnhaus in der
Hüttenstraße 17, in Düren

Das Gebäude Hüttenstraße 17 und das Nachbarhaus Nr. 19 stehen im Dürener Stadtteil Lendersdorf in Nordrhein-Westfalen.
Die Gebäude wurden zum Ende des 18. Jahrhunderts erbaut.
Das giebelständige zweigeschossige Fachwerkhaus mit Satteldach hat Giebel aus Bruchsteinmauerwerk, welches auf dem Foto unter dem abgeblätterten Putz, auf der linken Seite der Aufnahme erkennbar ist. Im Anschluss folgt eine rundbogige Tordurchfahrt.
Haus Nr. 19 ist das Hinterhaus zu Nr. 17. Das Gebäude ist ebenfalls zweigeschossig und aus Sichtfachwerk hergestellt. Es hat größtenteils noch die originalen Fensteröffnungen. Auf dem Haus befindet sich ein Satteldach.
Die Bauwerke sind unter Nr. 3/006 in die Denkmalliste der Stadt Düren eingetragen.